# Đồng Thịnh
	Đồng Thịnh		là một xã thuộc tỉnh Ninh Bình, Việt Nam.

## Địa lý
Trụ sở xã nằm cách phường Hoa Lư - trung tâm tỉnh lỵ Ninh Bình 24 km về phía Đông, có vị trí địa lý:
- Phía đông giáp xã Nam Đồng.
- Phía tây nam giáp xã Khánh Thiện.
- Phía nam giáp xã Nghĩa Hưng.
- Phía bắc giáp xã Liên Minh và xã Yên Cường.

Xã Đồng Thịnh	có diện tích:	30,45	km², 	dân số:	30.888	người, mật độ dân số: 	1014	người/km². 	
Đây là đơn vị có diện tích xếp thứ:	40	, số dân xếp thứ: 	68	và mật độ dân số xếp thứ: 	90	trong số 129 xã, phường ở Ninh Bình.  
Xã này nằm trên Quốc lộ 37B và cũng là nơi có sông Đáy, sông Đào chảy qua.

## Lịch sử
Ngày 23 tháng 7 năm 2024, Ủy ban Thường vụ Quốc hội ban hành Nghị quyết số 1104/NQ-UBTVQH15 về việc sắp xếp đơn vị hành chính cấp huyện, cấp xã trên địa bàn tỉnh Nam Định (nghị quyết có hiệu lực từ ngày 1 tháng 9 năm 2024). Theo đó, thành lập xã Đồng Thịnh trên cơ sở toàn bộ diện tích tự nhiên là 5,34 km², quy mô dân số là 5.580 người của xã Nghĩa Minh; toàn bộ diện tích tự nhiên là 6,03 km², quy mô dân số là 7.350 người của xã Nghĩa Đồng và toàn bộ diện tích tự nhiên là 8,63 km², quy mô dân số là 8.456 người của xã Nghĩa Thịnh.
Sau khi thành lập, xã Đồng Thịnh có diện tích tự nhiên là 20 km² và quy mô dân số là 21.386 người.
Theo Nghị quyết số 1674/NQ-UBTVQH15 ngày 16/6/2025 về sắp xếp các đơn vị hành chính cấp xã của tỉnh Ninh Bình năm 2025, Theo đó, sắp xếp toàn bộ diện tích tự nhiên, quy mô dân số của các xã Hoàng Nam và xã Đồng Thịnh thành xã mới có tên gọi là xã Đồng Thịnh.